# Complexipes moniliformis
Complexipes moniliformis är en svampart som beskrevs av C. Walker 1979. Complexipes moniliformis ingår i släktet Complexipes och familjen Pyronemataceae.   Inga underarter finns listade i Catalogue of Life.